# Artemisia norvegica
Artemisia norvegica is een overblijvende, kruidachtige plant uit de composietenfamilie (Asteraceae of Compositae), die een alpien-boreale verspreiding kent.
In Europa is deze plant vooral bekend van het Noorse hooggebergte.

## Naamgeving enetymologie
- Engels: Alpine sagewort, boreal sagewort, mountain sagewort, Norwegian mugwort, arctic wormwood, spruce wormwood
- Noors: Norsk malurt
- Synoniemen: Artemisia richardsoniana A.Gray 1862 not Besser 1836, Artemisia rupestris O.F.Müll.

De botanische naam Artemisia is uiteindelijk afkomstig van de Griekse godin Artemis, maar in dit geval waarschijnlijk een eerbetoon aan de Griekse plantkundige Artemisia II van Caria (-350 vC). De soortaanduiding norvegica slaat op een van de belangrijkste vindplaatsen, Noorwegen.

## Kenmerken
Artemisia norvegica is een overblijvende kruidachtige plant of dwergstruik die 20 tot 60 cm hoog wordt, met viltig behaarde,  rechtopstaande stengels die ontspringen uit een verdikte stengelknol en een penwortel. De vlezige bladeren zitten vooral aan de basis van de stengels in een wortelrozet, zijn handvormig gedeeld, tot 20 cm lang en helder groen.
De lichtgele, knikkende bloemhoofdjes zijn schijfvormig, tot 1 cm in diameter, en bevatten kleine vrouwelijke straalbloemen en tweeslachtige buisbloemen. De zaden zijn voorzien van vruchtpluis en verspreiden zich met de wind.

## Habitaten verspreiding
Artemisia norvegica groeit in de subalpiene- en alpiene zone van het hooggebergte en in arctische gebieden. Hij kan gevonden worden in morenes, alpiene graslanden, puinhellingen en toendravegetatie.
Het is een pioniersoort in the eerste fase van de ecologische successie op verstoorde bodems, zoals op overstroomde plaatsen en in bandensporen.
Hij is verspreid over Eurazië - Schotland, Scandinavië en het Oeralgebergte in Rusland - en arctische gebieden en gebergtes in Noord-Amerika (Nunavut, Yukon, Alaska, Brits Columbia, Alberta, Washington, Montana, Wyoming en Californië).
In Noorwegen is hij bekend van Hjelmeland, Jondal en in en rond het Trollheimen-gebergte (inclusief Sunndal, Oppdal en Folldal), en in Dovrefjell. Zowel in Trollheimen als in Dovrefjell is het een vrij veel voorkomende plant.
... · 
A. abrotanum (Citroenkruid) · 
A. absinthium (Absintalsem) · 
A. alba (Witte alsem) · 
A. annua (Zomeralsem) · 
A. biennis (Rechte alsem) · 
A. campestris · 
A. campestris subsp. campestris (Wilde averuit) · 
A. campestris subsp. maritima (Duinaveruit) · 
A. dracunculus (Dragon) · 
A. maritima (Zeealsem) · 
A. norvegica · 
A. oelandica · 
A. vulgaris (Bijvoet) · 
...